# شپسارت (راینلاند-فالتس)
شپسارت (به آلمانی: Spessart) یک شهر در آلمان است که در اهرویلر واقع شده‌است. شپسارت ۷۵۷ نفر جمعیت دارد.